# Wojciech Gruszczyński
Wojciech Gruszczyński herbu Poraj – cześnik wschowski w latach 1709-1711.
Jako poseł województwa poznańskiego był uczestnikiem Walnej Rady Warszawskiej 1710 roku.